# Caravan Palace
Caravan palace — музичний гурт з Франції, який грає в жанрі електро-свінг. Гурт був заснований в 2005 році після того, як три учасники групи були найняті кінокомпанією для створення саундтреку до німих фільмів. У жовтні 2008 року компанією Wagram Music був випущений дебютний альбом гурту - Caravan Palace.

## Історія гурту
Гурт сформувалася з трьох учасників. Музичний продюсер Лоїк Барроук зацікавився проектом і орендував групі студію звукозапису та організував кілька концертів. Три інших учасники групи були знайдені після пошуку на MySpace. Гурт став популярним в Інтернеті після випуску ряду демо- та промо-синглів. З 2006 по 2007 рік вони провели рік у гастролях по Франції. Після виступу на Django Reinhardt Jazz Festival у 2007 гурт підписав конракт з лейблом Wagram Music. Наступний рік гурт провів у роботі над своїм дебютним альбомом. Гурт випустив другий офіційний сингл "Suzy" 24 лютого 2009 року. Після більш ніж річної перерви 3 жовтня 2011 року у них виходить міні-альбом Clash. А 5 березня 2012 група випускає другий студійний альбом Panic.

## Учасники
- Colotis Zoé (справжнє ім'я Sonia Fernandez Velasco) (вокал, кларнет)
- Arnaud Vial (гітара)
- Charles Delaporte (контрабас)
- Martin Berlugue (тромбон)
- Lucas Saint-Cricq (саксофон, кларнет)
- Paul-Marie Barbier (клавіші, перкусія, вібрафон)

### Колишні учасники
- Camille Chapevibraphonelière (кларнет)
- Hugues Payen (скрипка)
- Antoine Toustou (електроніка, тромбон)

## Дискографія

### Альбоми
- Caravan Palace(2008)
- Panic(2012)
- <|°_°|>(2015)
- Chronologic (2019)

### Сингли
- "Jolie Coquine"(2008)
- "Suzy"(2009)
- "Clash"(2012)